# Lakeview-1

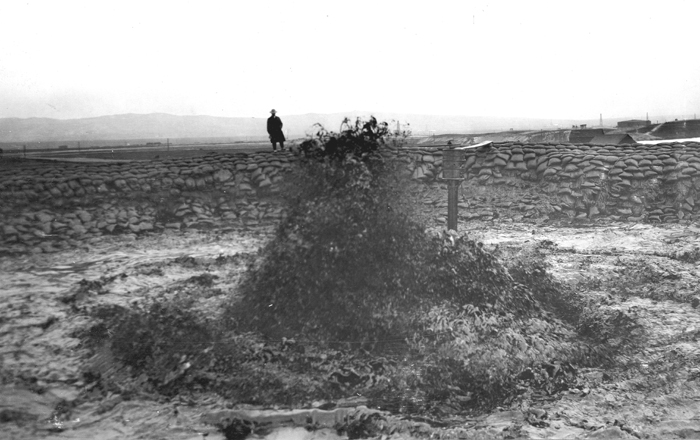
De afgedamde oliebron Lakeview-1 nadat de druk was afgenomen.

Lakeview-1 of Lakeview Number One was een oliebron in Kern County, in de Amerikaanse staat Californië. Door een blow-out veroorzaakte de bron in 1910 de grootste olievlek uit de geschiedenis.
Lakeview-1 was de eerste oliebron van Lakeview Oil Company in het Midway-Sunset Oil Field. Op 1 januari 1909 werd met boren begonnen. In die tijd bestonden drukventielen om blow-outs te voorkomen nog niet; deze werden pas in de jaren twintig uitgevonden. Op 14 maart 1910 vond een blow-out plaats toen de olie onder hoge druk door de verbuizingen naar de oppervlakte spoot. Pas 18 maanden later, in september 1911, lukte het om de bron af te sluiten. In die tijd had de bron circa 9,4 miljoen vaten olie uitgespoten, bijna anderhalf miljard liter aardolie. Slechts 40% hiervan kon worden opgevangen.
De ramp wordt in de Verenigde Staten ook wel Lakeview Gusher (Lakeview-spuiter) genoemd en de locatie staat nu op de lijst van de California Historical Landmarks. Het was een van de ergste olierampen in de geschiedenis.